# The Wake of Magellan
The Wake of Magellan ist ein Konzeptalbum der US-amerikanischen Heavy-Metal-Band Savatage aus dem Jahr 1997, welches von verschiedenen teils realen Ereignissen handelt.

## Die Story
Dies ist das komplexeste aller Konzepte von Savatage, da die Geschichten mehrerer unterschiedlicher Charaktere ineinander verwoben sind.
Hauptperson ist ein alter Mann namens Hector Del-Fuego Magellan, der von sich behauptet, ein Nachfahre des Entdeckers Ferdinand Magellan zu sein. Er hat die Chance vertan, seine im selben Ort lebende Liebe seines Lebens zu erobern. Er ist nun des Lebens überdrüssig ist und beschließt, es zu beenden. Er hat den Plan gefasst, mit seinem Boot aufs Meer und in den Tod treiben. Auf dem Weg sieht er seine Jugendliebe, die in einem Café Wein trinkt. Als er seinen Weg fortsetzt, beginnt er mit dem Ozean zu kommunizieren. Am Strand findet er einen Jugendlichen, der zu seinem 18. Geburtstag eine Heroinspritze geschenkt bekommen hat und an einer Überdosis Blackjack Guillotine gestorben ist.
Der Trauerkranz einer irischen Journalistin namens Veronica Guerin wird an Land gespült. Der Ozean enthüllt, dass jene Journalistin die Machenschaften einiger Drogenbosse aufgedeckt hat und dafür umgebracht wurde.
Eine Mutter mit ihrem Kind begegnet Magellan. Der Junge möchte das Stundenglas des alten Kapitäns haben, doch die Mutter zieht ihn weiter. Magellan, der sich in Trauer befindet und weint, lässt das Stundenglas fallen. Dieses zerbricht. Magellan setzt sich dann in sein Boot und fährt aufs offene Meer.
Ein blinder Passagier wird an Bord des Containerfrachters Mærsk Dubai entdeckt und entgegen allen Regeln der internationalen Seefahrt über Bord geworfen. Zufällig ist Magellans Nachfahre in seiner Todesbarke in der Nähe und beginnt nun um des Schiffbrüchigen Lebens willen auch um sein eigenes zu kämpfen. In einem Sturm bittet er Gott um wenigstens eine weitere Nacht und um einen günstigen Wind zurück an Land, trotz allem, was er in seinem Leben falsch gemacht hat. Der Wind dreht sich tatsächlich. Magellan rettet den Schiffbrüchigen, indem er ihn einem alten Freund und Kapitän eines Frachtschiffes anvertraut, der ihn nach Amerika bringt.
Magellan entscheidet sich nach den Ereignissen dieser Nacht für das Leben und kehrt zum Strand zurück. Dort findet er das Stundenglas, das jemand für ihn repariert hat.

## Hintergrund
The Wake of Magellan hat als zentrales Motiv in unterschiedlichen Gestalten die Aussage, dass der Sinn des Lebens die Pflicht ist, das Richtige zu tun, auch wenn es das Leben kostet. Das gleiche Motiv findet man in den Lyrics von Chance auf dem Handful of Rain-Album.
Produzent Paul O’Neill war verantwortlich für das Konzept des Albums. Die Geschichte der blinden Passagiere an Bord des Frachtschiffs Mærsk Dubai der Mærsk Line-Reederei beruht auf einer wahren Begebenheit und wurde auch relativ eng umgesetzt. Auch die Geschichte der Reporterin ist wahr.
Anders als bei den Vorgängeralben arbeitet Savatage auf diesem Album mit verschiedenen musikalischen Themen, die in den Liedern erscheinen.
Auf diesem Album gibt es seit Hall of the Mountain King zum ersten Mal keine Veränderung in der Besetzung gegenüber dem Vorgängeralbum. In den Vereinigten Staaten erschien das Album erst 1998 mit drei Bonustracks.

## Titelliste
1. The Ocean – 1:33
2. Welcome – 2:11
3. Turns to Me – 6:01
4. Morning Sun – 5:49
5. Another Way – 4:35
6. Blackjack Guillotine – 4:33
7. Paragons of Innocence – 5:33
8. Complaint in the System (Veronica Guerin) – 2:37
9. Underture – 3:52
10. The Wake of Magellan – 6:10
11. Anymore – 5:16
12. The Storm – 3:45
13. The Hourglass – 8:05

### US-Bonustracks
- Somewhere in Time/Alone You Breathe – 4:37
- Sleep – 4:16
- Stay – 2:48

### Bonustracks (Deutschland)
- This Is Where You Should Be – 4:55
- Desiree (acoustic piano version) – 3:53